# Anacyclus monanthos
Anacyclus monanthos là một loài thực vật có hoa trong họ Cúc. Loài này được (L.) Thell. mô tả khoa học đầu tiên năm 1912.